# Yokohama F. Marinos
Yokohama F. Marinos (横浜F・マリノス Yokohama Efu Marinosu) là một câu lạc bộ bóng đá Nhật Bản hiện đang thi đấu tại J. League Hạng 1. Ba lần giành chức vô địch J-League và hai lần á quân, họ là một trong những câu lạc bộ thành công nhất J-League. Câu lạc bộ có trụ sở tại Yokohama, khởi đầu là đội bóng của công ty Nissan. Câu lạc bộ hiện tại là sự hợp nhất của Yokohama Marinos và Yokohama Flügels năm  1999. Cái tên hiện tại có bao gồm cả Marinos và Flügels. Từ Marinos có nghĩa là thủy thủ trong tiếng Tây Ban Nha, từ Flügels có nghĩa là đôi cánh trong tiếng Đức. Đội bóng Yokohama F. Marinos là đội có thời gian thi đấu tại giải đấu cao nhất bóng đá Nhật Bản lâu nhất kể năm 1982, và cũng là một trong bốn đội thi đấu tại giải đấu chuyên nghiệp cao nhất Nhật Bản kể từ khi giải được bắt đầu.

## Sân nhà
Sân nhà của họ là Sân vận động Nissan, hay còn được gọi là Sân vận động Quốc tế Yokohama, và Sân vận động Mitsuzawa. Tuy vậy, họ tập luyện tại một nơi mới xây dựng Marinos Town ở khu Minato Mirai của Yokohama.

## Cầu thủ

### Đội hình hiện tại
Tính đến 12 tháng 8 năm 2023
Ghi chú: Quốc kỳ chỉ đội tuyển quốc gia được xác định rõ trong điều lệ tư cách FIFA. Các cầu thủ có thể giữ hơn một quốc tịch ngoài FIFA.
| Số | VT | Quốc gia | Cầu thủ                            |
| -- | -- | -------- | ---------------------------------- |
| 1  | TM | Nhật Bản | Jun Ichimori (mượn từ Gamba Osaka) |
| 2  | HV | Nhật Bản | Katsuya Nagato                     |
| 4  | HV | Nhật Bản | Shinnosuke Hatanaka                |
| 5  | HV | Brasil   | Eduardo                            |
| 6  | TV | Nhật Bản | Kota Watanabe                      |
| 7  | TV | Brasil   | Élber                              |
| 8  | TV | Nhật Bản | Takuya Kida (đội trưởng)           |
| 11 | TĐ | Brasil   | Anderson Lopes                     |
| 13 | HV | Nhật Bản | Ryuta Koike                        |
| 14 | TĐ | Nhật Bản | Asahi Uenaka                       |
| 15 | HV | Nhật Bản | Takumi Kamijima                    |
| 17 | TV | Nhật Bản | Kenta Inoue                        |
| 18 | TV | Nhật Bản | Kota Mizunuma                      |
| 19 | HV | Nhật Bản | Yuki Saneto                        |
| 20 | TV | Brasil   | Yan Matheus                        |
| 21 | TM | Nhật Bản | Hiroki Iikura                      |
| 23 | TĐ | Nhật Bản | Ryo Miyaichi                       |
| 24 | HV | Nhật Bản | Hijiri Kato                        |

| Số | VT | Quốc gia | Cầu thủ                               |
| -- | -- | -------- | ------------------------------------- |
| 25 | TV | Nhật Bản | Kaina Yoshio                          |
| 26 | HV | Nhật Bản | Yuta Koike                            |
| 27 | HV | Nhật Bản | Ken Matsubara                         |
| 28 | TV | Nhật Bản | Riku Yamane                           |
| 29 | TV | Hàn Quốc | Nam Tae-hee                           |
| 30 | TĐ | Nhật Bản | Takuma Nishimura                      |
| 31 | TM | Nhật Bản | Fuma Shirasaka                        |
| 33 | HV | Nhật Bản | Ryotaro Tsunoda                       |
| 35 | TV | Nhật Bản | Keigo Sakakibara                      |
| 36 | TĐ | Nhật Bản | Yuhi Murakami                         |
| 38 | HV | Nhật Bản | Manato Yoshida                        |
| 41 | TĐ | Nhật Bản | Kenyu Sugimoto (mượn từ Júbilo Iwata) |
| 42 | TV | Nhật Bản | Shunta Ikeda                          |
| 43 | HV | Nhật Bản | Daisuke Funaki                        |
| 44 | HV | Nhật Bản | Yuma Hatano                           |
| 45 | TV | Nhật Bản | Kohei Mochizuki                       |
| 46 | TV | Nhật Bản | Kento Shirasu                         |
| 50 | TM | Nhật Bản | Powell Obinna Obi                     |

Theo trang chủ của câu lạc bộ linh vật mang áo số 0 còn các cổ động viên là 12.

### Số áo treo
Ghi chú: Quốc kỳ chỉ đội tuyển quốc gia được xác định rõ trong điều lệ tư cách FIFA. Các cầu thủ có thể giữ hơn một quốc tịch ngoài FIFA.
| Số | VT | Quốc gia | Cầu thủ       |
| -- | -- | -------- | ------------- |
| 3  | HV | Nhật Bản | Naoki Matsuda |

### Cho mượn
Ghi chú: Quốc kỳ chỉ đội tuyển quốc gia được xác định rõ trong điều lệ tư cách FIFA. Các cầu thủ có thể giữ hơn một quốc tịch ngoài FIFA.
| Số | VT | Quốc gia | Cầu thủ                                 |
| -- | -- | -------- | --------------------------------------- |
| —  | TV | Nhật Bản | Sho Matsumoto (tại Renofa Yamaguchi FC) |

### Cầu thủ quốc tế
| Japan - Akihiro Endo - Yasuhiro Hato - Masami Ihara - Shoji Jo - Yoshikatsu Kawaguchi - Kazushi Kimura - Tatsuhiko Kubo - Yuzo Kurihara - Naoki Matsuda - Shigetatsu Matsunaga - Takashi Mizunuma - Shunsuke Nakamura - Eisuke Nakanishi - Yuji Nakazawa - Daisuke Oku - Norio Omura - Daisuke Sakata - Hayuma Tanaka - Yoshiharu Ueno - Kazuma Watanabe - Koji Yamase |  | AFC/OFC/CAF - Ahn Jung-Hwan - Kim Kun-Hoan - Shin Byung-Ho - Yoo Sang-Chul - Abdeljalil Hadda |  | CONMEBOL - Alberto Acosta - Pablo Bastianini - David Bisconti - Ramón Díaz - Darío Figueroa - Néstor Gorosito - Pedro Massacessi - Raul Maldonado - Ramón Medina Bello - Gustavo Zapata - Julio César Baldivieso - Marcelo Lipatín | UEFA - Igor Jovićević - Goran Jurić - Dušan Petković - Andoni Goikoetxea - Julio Salinas |  |  |

#### Thi đấu nhiều trận nhất
| Thứ | Tên               | Thời gian thi đấu  | Số trận | Bàn thắng |
| --- | ----------------- | ------------------ | ------- | --------- |
| 1   | Naoki Matsuda     | 1995–2010          | 507     | 27        |
| 2   | Yuji Nakazawa     | 2002–nay           | 435     | 29        |
| 3   | Yoshiharu Ueno    | 1994–2007          | 393     | 29        |
| 4   | Daisuke Sakata    | 2001–10            | 323     | 64        |
| 5   | Norio Omura       | 1993–2001          | 311     | 36        |
| 6   | Shunsuke Nakamura | 1997–2002 2010–nay | 300     | 58        |
| 7   | Akihiro Endo      | 1994–2005          | 273     | 18        |
| 8   | Masami Ihara      | 1993–99            | 270     | 5         |
| 9   | Satoru Noda       | 1993–98            | 245     | 14        |
| 10  | Hayuma Tanaka     | 2000–02 2004–08    | 240     | 14        |

#### Ghi nhiều bàn thắng nhất
| Thứ | Tên                | Thời gian thi đấu  | Bàn thắng | Số trận | Tỉ lệ |
| --- | ------------------ | ------------------ | --------- | ------- | ----- |
| 1   | Shoji Jo           | 1997–2001          | 69        | 129     | 0.534 |
| 2   | Daisuke Sakata     | 2001–10            | 64        | 323     | 0.198 |
| 3   | David Bisconti     | 1993–96            | 61        | 149     | 0.409 |
| 4   | Ramón Díaz         | 1993–95            | 59        | 90      | 0.655 |
| 5   | Shunsuke Nakamura  | 1997–2002 2010–nay | 58        | 300     | 0.193 |
| 6   | Ramón Medina Bello | 1994–95            | 47        | 66      | 0.712 |
| 7   | Koji Yamase        | 2005–10            | 44        | 199     | 0.221 |
| 8   | Hideo Ōshima       | 2005–08            | 41        | 155     | 0.265 |
| 9   | Julio Salinas      | 1997–98            | 40        | 57      | 0.702 |
| 10  | Tatsuhiko Kubo     | 2003–06            | 37        | 108     | 0.343 |

### Cầu thủ thi đấu tại World Cup
World Cup 1994
- Ramón Medina Bello

World Cup 1998
- Masami Ihara
- Shoji Jo
- Yoshikatsu Kawaguchi
- Norio Omura

World Cup 2002
- Naoki Matsuda

World Cup 2006
- Yuji Nakazawa

World Cup 2010
- Shunsuke Nakamura
- Yuji Nakazawa

World Cup 2014
- Manabu Saito

## Thành tích khi thi đấu tại
| Mùa  | Hạng | Số đội | Vị trí | Trung bình khán giả | J. League Cup | Cúp Hoàng đế | Châu Á | Châu Á    |
| ---- | ---- | ------ | ------ | ------------------- | ------------- | ------------ | ------ | --------- |
| 1992 | -    | -      | -      | -                   | Vòng bảng     | Vô địch      | C2     | Vô địch   |
| 1993 | J1   | 10     | 4      | 16,781              | Vòng bảng     | Tứ kết       | C2     | Vô địch   |
| 1994 | J1   | 12     | 6      | 19,801              | Bán kết       | Bán kết      | -      | -         |
| 1995 | J1   | 14     | 1      | 18,326              | -             | Vòng 2       | -      | -         |
| 1996 | J1   | 16     | 8      | 14,589              | Vòng bảng     | Vòng 3       | C1     | Vòng bảng |
| 1997 | J1   | 17     | 3      | 9,211               | Vòng bảng     | Vòng 4       | -      | -         |
| 1998 | J1   | 18     | 4      | 19,165              | Vòng bảng     | Vòng 3       | -      | -         |
| 1999 | J1   | 16     | 4      | 20,095              | Tứ kết        | Tứ kết       | -      | -         |
| 2000 | J1   | 16     | 2      | 16,644              | Tứ kết        | Tứ kết       | -      | -         |
| 2001 | J1   | 16     | 13     | 20,595              | Vô địch       | Vòng 3       | -      | -         |
| 2002 | J1   | 16     | 2      | 24,108              | Vòng bảng     | Vòng 4       | -      | -         |
| 2003 | J1   | 16     | 1      | 24,957              | Tứ kết        | Tứ kết       | -      | -         |
| 2004 | J1   | 16     | 1      | 24,818              | Tứ kết        | 5th Round    | CL     | Vòng bảng |
| 2005 | J1   | 18     | 9      | 25,713              | Bán kết       | 5th Round    | CL     | Vòng bảng |
| 2006 | J1   | 18     | 9      | 23,663              | Bán kết       | Tứ kết       | -      | -         |
| 2007 | J1   | 18     | 7      | 24,039              | Bán kết       | 5th Round    | -      | -         |
| 2008 | J1   | 18     | 9      | 23,682              | Tứ kết        | Bán kết      | -      | -         |
| 2009 | J1   | 18     | 10     | 22,057              | Bán kết       | Vòng 4       | -      | -         |
| 2010 | J1   | 18     | 8      | 25,684              | Vòng bảng     | Vòng 4       | -      | -         |
| 2011 | J1   | 18     | 5      | 21,038              | Tứ kết        | Bán kết      | -      | -         |
| 2012 | J1   | 18     | 4      | 22,946              | Vòng bảng     | Bán kết      | -      | -         |
| 2013 | J1   | 18     | 2      | 27,496              | Bán kết       | Vô địch      | -      | -         |
| 2014 | J1   | 18     | 7      | 23,088              | Tứ kết        | Vòng 3       | CL     | Vòng bảng |

## Danh hiệu

### Nissan Motors FC
Quốc nội
- Giải bóng đá Nhật Bản Hạng 1
  - Vô địch (2): 1988–89, 1989–90
- Cúp Hoàng đế
  - Vô địch (5): 1983, 1985, 1988, 1989, 1991
- JSL Cup
  - Vô địch (3): 1988, 1989, 1990
- Shakaijin Cup
  - Vô địch (1): 1976

Châu Á
- Cúp các câu lạc bộ đoạt cúp bóng đá quốc gia châu Á 
  - Vô địch: (1) 1991–92

### Yokohama Marinos / Yokohama F.Marinos
Quốc nội
- J. League Hạng 1:
  - Vô địch (5): 1995, 2003, 2004, 2019, 2022
- J.League mùa Xuân
  - Vô địch (4): 1995, 2000, 2003, 2004
- J.League mùa Thu
  - Vô địch (1): 2003
- Cúp Hoàng đế:
  - Vô địch (2): 1992, 2013
- J. League Cup:
  - Vô địch (1): 2001

Châu Á
- Cúp các câu lạc bộ đoạt cúp bóng đá quốc gia châu Á 
  - Vô địch: (1) 1992–93

## Huấn luyện viên
| HLV                          | Quốc tịch   | Giai đoạn                |
| ---------------------------- | ----------- | ------------------------ |
| Hidehiko Shimizu             | Nhật Bản    | 1993–94                  |
| Jorge Solari                 | Argentina   | 1995                     |
| Hiroshi Hayano               | Nhật Bản    | 1995–96                  |
| Xabier Azkargorta            | Tây Ban Nha | 1/7, 1997 – 30/6, 1998   |
| Gert Engels                  | Đức         | 9/1998 – 12/98           |
| Antonio de la Cruz           | Tây Ban Nha | 1999                     |
| Osvaldo Ardiles              | Argentina   | 1/1, 2000 – 31/12, 2000  |
| Yoshiaki Shimojo             | Nhật Bản    | 2001                     |
| Sebastião Lazaroni           | Brasil      | 2001–02                  |
| Yoshiaki Shimojo             | Nhật Bản    | 2002                     |
| Takeshi Okada                | Nhật Bản    | 1/1, 2003 – 24/8, 2006   |
| Takashi Mizunuma             | Nhật Bản    | 25/8, 2006 – 31/12, 2006 |
| Hiroshi Hayano               | Nhật Bản    | 1/1, 2007 – 31/12, 2007  |
| Takashi Kuwahara             | Nhật Bản    | 1/1, 2008 – 17/7, 2008   |
| Kokichi Kimura               | Nhật Bản    | 18/7, 2008 – 31/12, 2009 |
| Kazushi Kimura               | Nhật Bản    | 16/2, 2010 – 31/12, 2011 |
| Yasuhiro Higuchi             | Nhật Bản    | 30/12, 2011 – 7/12, 2014 |
| Erick Mombaerts              | Pháp        | 6/12, 2014 – 1/1, 2018   |
| Ange Postecoglou             | Úc          | 1/1, 2018 – 10/6, 2021   |
| Hideki Matsunaga (tạm quyền) | Nhật Bản    | 10/6, 2021 – 18/7, 2021  |
| Kevin Muscat                 | Úc          | 18/7, 2021 – 13/12, 2023 |
| Harry Kewell                 | Úc          | 31/12, 2023 – 15/7, 2024 |
| John Hutchinson              | Malta       | 16/7, 2024 –nay          |